# Joan Clos
Pour les articles homonymes, voir Clos.
Joan Clos i Matheu est un homme politique espagnol, né le 29 juin 1949 à Parets del Vallès, membre du Parti des socialistes de Catalogne (PSC).

## Vie professionnelle

### Débuts
Titulaire d'une licence en médecine, il a suivi ses cours à l'hôpital Santa Creu i Sant Pau et a fait partie de la première promotion de l'université autonome de Barcelone. Il a travaillé un temps au Centre d'analyses et des programmes sanitaires (CAPS), puis est devenu anesthésiste.

### Spécialisation
Au bout de quelques années, il décide de se spécialiser en épidémiologie, médecine communautaire et gestion des ressources sanitaires. Il effectue sa spécialisation à l'université d'Édimbourg et aux États-Unis, puis suit des cours d'épidémiologie et de santé publique à l'université de Barcelone en 1977.

### Médecin engagé
Il a présidé la société espagnole d'épidémiologie et la société espagnole de santé publique et d'administration sanitaire (SESPAS) de 1981 à 1991. Par ailleurs, il a été directeur des services sanitaires de la mairie de Barcelone entre 1979 et 1981.

## Politique

### Conseiller municipal de Barcelone
Il est élu au conseil municipal de Barcelone le 8 mai 1983 et est nommé conseiller à la Santé publique dans l'exécutif municipal. Réélu le 10 juin 1987, il est désigné conseiller pour le district de Ciutat Vella.
Il conserve son mandat à la suite du scrutin du 26 mai 1991 et devient deuxième adjoint au maire et conseiller à l'Organisation, à l'Économie et aux Finances de la capitale catalane. Il est réélu le 28 mai 1995.

### Maire de la capitale catalane
Le 26 septembre 1997, Joan Clos remplace Pasqual Maragall, démissionnaire, comme maire de Barcelone et se voit reconduit pour un mandat de quatre ans à la suite des élections du 10 juin 1999.
En tant que maire de Barcelone, il a assuré l'organisation du Forum universel des cultures, entraînant la rénovation urbaine de toute la zone Besós y Diagonal Mar. Il a également mis en marche le projet 22@, qui prévoit la transformation du vieux quartier d'El Poblenou en espace technologique ultra-moderne, et a décidé de la rénovation du quartier de La Sagrera, du fait de l'arrivée du train à grande vitesse.

### Ministre de l'Industrie
Il est élu une nouvelle fois le 25 mai 2003, mais démissionne de son mandat le 8 septembre 2006, à la suite de sa nomination comme ministre de l'Industrie, du Tourisme et du Commerce du gouvernement espagnol dirigé par le socialiste José Luis Rodríguez Zapatero.

### Nouvelle carrière diplomatique
Candidat aux législatives du 9 mars 2008 dans la province de Barcelone, placé en seconde position sur la liste socialiste conduite par Carme Chacón, il est logiquement élu au Congrès des députés. Il renonce à son mandat peu après, ayant été nommé ambassadeur d'Espagne en Turquie le 27 juin 2008. Il est également accrédité en Azerbaïdjan le 13 mars 2009. 
Le 26 août 2010, il est élu à l'unanimité directeur exécutif de l'ONU-Habitat avec prise de fonction au 18 octobre suivant. Il quitte alors ses fonctions d'ambassadeur.